# Berthierita
La berthierita és un mineral, una sulfosal de ferro i antimoni, que pertany i dona nom al grup de la berthierita. Va ser descoberta a Chazelles, Mercoeur, França, en 1827, i anomenada així pel químic francès, Pierre Berthier (1782-1861). En honor seu també es va nomenar el mineral berthierina amb la qual no s'ha de confondre. La berthierita també és coneguda amb els noms: anglarita, chazellita o martourita.

## Característiques
La berthierita és de color gris acer amb una lluentor metàl·lica que pot ser recoberta per una capa iridescent. La seva fórmula química és FeSb₂S₄. Cristal·litza en el sistema ortoròmbic. La seva duresa a l'escala de Mohs és de 2 a 3.A causa del seu aspecte es pot confondre fàcilment amb l'estibina.
Segons la classificació de Nickel-Strunz, la berthierita pertany a «02.HA: Sulfosals de l'arquetip SnS, Amb Cu, Ag, Fe (sense Pb)» juntament amb els següents minerals: calcostibita, emplectita, miargirita, garavel·lita, clerita, aramayoïta i baumstarkita.

## Formació i jaciments
Es forma en els filons hidrotermals a baixa temperatura, sempre que siguin enriquits en antimoni i deficients en sofre. Apareix associada a estibina, quars, pirita o barita. S'extreu a les mines com a mena d'antimoni i ferro.
A més de Chazelles, la berthierita també ha estat descrita en altres indrets de França i a Alemanya, l'Argentina, Austràlia, Àustria, Bolívia, Bòsnia i Hercegovina, el Brasil, Bulgària, el Canadà, Eslovàquia, Espanya, els Estats Units, Finlàndia, Grècia, Hongria, Indonèsia, Itàlia, el Japó, el Kazakhstan, Luxemburg, Macedònia del Nord, Mèxic, Noruega, Portugal, Romania, Rússia, Sud-àfrica, Suècia, Suïssa, Ucraïna, el Vietnam, la Xina i Zimbàbue. A Catalunya se n'ha trobat a la mina Fecunda, a la Vall de Ribes i a la Collada Verda, a Abella-Pardines, ambdues situades a la comarca gironina del Ripollès.